# Lophiostoma vagabundum
Lophiostoma vagabundum är en svampart som beskrevs av Sacc. 1875. Lophiostoma vagabundum ingår i släktet Lophiostoma och familjen Lophiostomataceae.   Inga underarter finns listade i Catalogue of Life.
I den svenska databasen Dyntaxa används istället namnet Lophiotrema vagabundum för samma taxon.  Arten är reproducerande i Sverige.